# Pomnik myśliwca BI-1 w Jekaterynburgu
Pomnik myśliwca BI-1 w Jekaterynburgu (ros. Памятник самолёту БИ-1) – znajdujący się w Jekaterynburgu, w obwodzie swierdłowskim, pomnik przedstawiający radziecki doświadczalny samolot myśliwski BI-1. Wzniesiony w 1973 roku przy jekaterynburskim lotnisku Kolcowo.

## Historia i charakterystyka
Po wybuchu II wojny światowej i ataku Niemiec na ZSRR w 1941 roku sowieccy naukowcy zintensyfikowali prace nad samolotami myśliwskimi. Testy eksperymentalnego myśliwca BI-1 prowadzone były m.in. w jednym z lotniczych instytutów badawczych, zlokalizowanych na terenie dzisiejszego portu lotniczego w Jekaterynburgu. 15 maja 1942 roku pilot Grigorij Bachcziwandży odbył udany lot testowy myśliwcem BI-1. 27 marca 1943 roku, w czasie kolejnej fazy testów, doszło do katastrofy myśliwca, w wyniku której Bachcziwandży zginął. Został pochowany około 10 kilometrów od miejsca swej tragicznej śmierci. W 1962 roku postanowiono upamiętnić pilota (pośmiertnie odznaczonego honorowym tytułem Bohatera Związku Radzieckiego) i samolot. 
Pomnik został wzniesiony w kwietniu 1973 roku. Znajduje się on na placu imienia Bachcziwandżiego, przy parkingu, nieopodal głównego wejścia do jekaterynburskiego portu lotniczego. Obok ustawiono płytę z inskrypcją poświęconą myśliwcowi oraz upamiętniającą osobę pilota, a na terenie lotniska umieszczono także jego popiersie. Na specjalnym pochylonym słupie umieszczony został naturalnych rozmiarów model myśliwca BI-1. Jest on barwy białej i ustawiono go w taki sposób by sprawiał wrażenie wznoszącego się w powietrze. 15 maja, w rocznicę udanego testu, pod pomnikiem odbywają się uroczystości upamiętniające samolot myśliwski BI-1 i jego pilota, Grigorija Bachcziwandżiego.